# Genista tournefortii
Genista tournefortii é uma espécie de planta com flor pertencente à família Fabaceae. 
A autoridade científica da espécie é Spach, tendo sido publicada em Annales des Sciences Naturelles; Botanique, sér. 3 2: 269. 1844.

## Portugal
Trata-se de uma espécie presente no território português, nomeadamente os seguintes táxones infraespecíficos:
- Genista tournefortii subsp. tournefortii - presente em Portugal Continental. Em termos de naturalidade é endémica da Península Ibérica. Não se encontra protegida por legislação portuguesa ou da Comunidade Europeia.